# Святов, Иван Георгиевич
Иван Георгиевич Святов (1903—1983) — деятель советского ВМФ, контр-адмирал (21 июля 1944 года), доцент (1955 год).

## Биография
В Красной Армии с 1920 года. В годы Гражданской войны красноармеец отряда по борьбе с дезертирством при Пензенском уездном военкомате (май 1920 — апрель 1921 года), политрук взвода войск ВЧК Украины.
В ВМФ — с 1922 года. Член ВКП(б) — с 1922 года. В 1924 году Окончил Подготовительное военно-морское училище, в 1927 году — Военно-морское училище им. М. В. Фрунзе, а в 1936 году — Военно-морскую академию им. К. Е. Ворошилова.
Вахтенный начальник канонерской лодки «Беднота» (ноябрь 1927 — октябрь 1928 года) Дальневосточной военной флотилии; СКР «Боровский» (октябрь 1928 — апрель 1929 года); помощник командира «ПС-10» (май 1929 — апрель 1930 года), командир катера «Красин» (апрель — октябрь 1930 года) морского пограничного отряда ОГПУ Дальневосточного края. Командир пограничной шхуны «ПШ-8» (ноябрь 1930 — май 1931 года), пограничного катера «ПК-108» (май — декабрь 1931 года), «ПК-50» (декабрь 1931 — ноябрь 1932 года) морской базы ГПУ УССР (город Одесса). Командир пограничного СКР «ПСК-301» (май 1936 — январь 1937 года), дивизиона СКР морских погранотрядов НКВД Ленинграда и Мурманска (январь 1937 — октябрь 1938 года). Командир дивизиона миноносцев (октябрь 1938 — февраль 1940 года). Участник советско-финляндской войны 1939—1940 годов.
Командир Шхерного отряда (февраль — март 1940 года), начальник штаба (март — октябрь 1940 года), исполняющий должность командира (октябрь 1940 — февраль 1941 года), начальник штаба Отряда легких сил КБФ с февраля 1941 года.
В конце первого дня войны вышел в море во главе отряда лёгких сил (крейсер «Максим Горький», эсминцы «Гордый», «Гневный», «Стерегущий») для постановки минных заграждений. В ходе этого похода 23 июня на выставленных немцами в ночь с 21 на 22 июня минах получил тяжелейшие повреждения и вышел из строя «Максим Горький», подорвался и был затоплен «Гневный», получил повреждения «Гордый», а при спасательной операции подорвался и погиб тральщик Т-208. 
В 1942—1943 годах — командир крейсера «Максим Горький». 
В 1943 году временно исполнял должность командующего эскадрой. В 1943—1944 годах — начальник штаба эскадры кораблей Балтийского флота. В июне-июле 1944 года — заместитель командующего операцией по освобождению островов Выборгского залива.
С ноября 1944 года — командир Отряда легких сил Тихоокеанского флота. Участник войны с Японией (1945 год).
В послевоенные годы исполнял должность заместителя начальника Управления боевой подготовки ВМФ, командовал эскадрой кораблей 8-го ВМФ, был на преподавательской работе в Военно-морской академии им. К. Е. Ворошилова, в Высших специальных офицерских классах ВМФ, в Военно-морской академии кораблестроения и вооружения им. А. Н. Крылова. С 1960 года — в запасе.
Кремирован в Ленинграде. Урна с прахом, по его завещанию, опущена в воды Финского залива у острова Гогланд.

## Награды
Награждён орденом Ленина, 5 орденами Красного Знамени, орденами Нахимова 1-й степени, Ушакова 2-й степени, медалями, знаком «50 лет пребывания в КПСС».